# Campionati del mondo di ciclismo su pista 2019 - Scratch femminile
La gara di scratch femminile ai Campionati del mondo di ciclismo su pista 2019 si è svolta il 27 febbraio 2019.

## Podio
| Pos.    | Atleta         | Nazionalità   |
| ------- | -------------- | ------------- |
| Oro     | Elinor Barker  | Gran Bretagna |
| Argento | Kirsten Wild   | Paesi Bassi   |
| Bronzo  | Jolien D'Hoore | Belgio        |

## Risultati
40 giri (10 km)
| Posizione | Atleta             | Nazione       | Gap in giri |
| --------- | ------------------ | ------------- | ----------- |
| 1         | Elinor Barker      | Gran Bretagna |             |
| 2         | Kirsten Wild       | Paesi Bassi   |             |
| 3         | Jolien D'Hoore     | Belgio        |             |
| 4         | Laurie Berthon     | Francia       |             |
| 5         | Franziska Brauße   | Germania      |             |
| 6         | Olivija Baleišytė  | Lituania      |             |
| 7         | Amber Joseph       | Barbados      |             |
| 8         | Alžbeta Bačíková   | Slovacchia    |             |
| 9         | Jarmila Machačová  | Rep. Ceca     |             |
| 10        | Anita Stenberg     | Norvegia      |             |
| 11        | Irene Usabiaga     | Spagna        |             |
| 12        | Lydia Gurley       | Irlanda       |             |
| 13        | Evgenia Augustinas | Russia        |             |
| -         | Amalie Dideriksen  | Danimarca     | DNF         |
| -         | Huang Ting-ying    | Taipei cinese | DNF         |
| -         | Jennifer Valente   | Stati Uniti   | DNF         |
| -         | Verena Eberhardt   | Austria       | DNF         |
| -         | Hanna Tserakh      | Bielorussia   | DNF         |
| -         | Shen Shanrong      | Cina          | DNF         |
| -         | Martina Fidanza    | Italia        | DNF         |
| -         | Racquel Sheath     | Nuova Zelanda | DNF         |
| -         | Justyna Kaczkowska | Polonia       | DNF         |
| -         | Aline Seitz        | Svizzera      | DNF         |